# 앨버트 화이트
앨버트 화이트(Albert White, 1977년 6월 13일 ~ )는 미국의 전직 프로 농구 선수이다. 화이트는 국내외 다양한 농구 리그에서 활약했다. 고등학교 시절 미국에서 가장 높은 훈장을 받은 농구 선수 중 한 명이었다. 대학에서는 미시간 대학교에서 미주리 대학교로 편입해 성공을 거두었지만, 그 성공이 그를 전미 농구 협회(NBA)로 이끌지는 못했다. 대신 그는 컨테넨탈 농구 협회(CBA)에 진학해 이후 프로로서 다양한 발달 리그와 해외 농구 리그에서 활약했다.
고등학교 때 스트리트 앤 스미스, 퍼레이드 및 맥도날드 올아메리칸 선수였으며 대학에서는 첫 번째 팀 올 빅 12 콘퍼런스 선수이자 CNN/스포츠 일러스트레이티드 빅 12 올해의 선수가 되었다. 화이트는 미시간 대학 농구 스캔들에 연루됐지만 최종 기소에는 이름이 나오지 않았다. 농구 스캔들을 포함한 1학년을 마친 후 관련 없는 이유로 미시간에서 미주리로 전학했다. 미주리주에서 여러 차례 첫 번째 기록을 달성했으며 1998-99년 빅 12 시대에 팀을 최고의 시즌으로 이끌었다.
레드셔츠 주니어로서 1999년 NBA 드래프트에 참가할 자격이 있다고 선언하고 드래프트되지 않았다. 1999년 CBA 드래프트에서 지명되었다. CBA, 미국 농구 리그(USBL), 국제 농구 리그(IBL) 및 다양한 외국 리그에서 여러 차례 활동했다. 프로로서 그는 한때 올-CBA 세컨드 팀에 이름을 올렸다. 올스타 또는 올리그 선수로 선정되었으며 그가 뛰었던 여러 프로 리그에서 챔피언십 팀의 일원이었다.

## 경력
- 1999년: CBA 드래프트에서 수폴스 스카이포스에 의해 지명됨.
- 1999–2000 시즌: CBA 올-루키 팀에 선정됨.
- 2001–02 시즌: 록퍼드 라이트닝 소속으로 CBA 득점 4위, 공격 리바운드 7위 기록. 올-CBA 세컨드 팀에 선정됨.
- 2003–04 시즌: KBL의 인천전자랜드 블랙슬래머에서 플레이함.
- 2007–08 시즌: 피츠버그 익스플로전을 플레이오프로 이끌었음.
- 2007년: LPB에서 챔피언십 팀의 일원으로 활동함.
- 2011년 10월 21일: 캐나다 국립농구연맹의 런던 라이트닝 최종 12인 명단에 이름을 올림.